# Hydrocharis morsus-ranae
Hydrocharis morsus-ranae je vrsta flotantne vodene biljke iz roda Hydrocharis, domaći nazivi su beli vodeni buberak, lokvanjić, vodarka, žabogriz. Potiče iz Evrope i delova Azije, ali je preneta u Severnu Ameriku gde je postala invazivna, nastanjuje sporotekuće i stajaće vode.

## Opis i razmnožavanje
ima okrugle listove koji plutaju po površini vode, dok koren slobodno pluta u vodi odakle sakuplja hranljive materije. Koren je retko kad ukopan u podlogu. Biljka prezimljuje u mulju, u vidu turiona. Cvet je bele boje.
Razmnožava se vegetativno i polno (produkcijom semena).